# Na lodowym szlaku
Na lodowym szlaku – amerykańsko-kanadyjski serial telewizyjny typu reality show, który miał swoją premierę na kanale History Channel 17 czerwca 2007 roku. Ukazuje kierowców ciężarówek, którzy transportują ładunki po sezonowych lodowych drogach  przecinających zamarznięte jeziora i rzeki na odległych arktycznych terytoriach w Kanadzie i na Alasce.